# Piz Cambrialas
Piz Cambrialas är en bergstopp i Schweiz.   Den ligger i regionen Surselva och kantonen Graubünden, i den centrala delen av landet, 110 km öster om huvudstaden Bern. Toppen på Piz Cambrialas är 3 208 meter över havet, eller 368 meter över den omgivande terrängen. Bredden vid basen är 2,6 km.
Terrängen runt Piz Cambrialas är huvudsakligen bergig, men åt sydväst är den kuperad. Närmaste större samhälle är Erstfeld, 15,7 km väster om Piz Cambrialas. 
Trakten runt Piz Cambrialas består i huvudsak av gräsmarker. Runt Piz Cambrialas är det glesbefolkat, med 13 invånare per kvadratkilometer.